# Paul Tergat
Paul Tergat (Riwo, Kenya 1969) és un atleta kenyà, ja retirat, especialista en els 10.000 metres, marató i camp a través, i guanyador de dues medalles olímpiques.

## Biografia
Va néixer el 17 de juny de 1969 a la població de Riwo, situada prop de Kabarnet, que forma part de la província de Rift Valley.

## Carrera esportiva

### Proves en pista
Es va donar a conèixer a la dècada del 1990 en les proves de pista, on era un dels pocs atletes capaços de plantar cara al domini dels etíops en els 5.000 metres i sobretot en els 10.000 metres. El seu primer resultat important va ser la medalla de bronze dels 10.000 metres en el Campionat del Món d'atletisme de Göteborg de 1995, quedant per darrere de l'etíop Haile Gebrselassie i el marroquí Khalid Skah.
En els següents anys va continuar obtenint bons resultats, però sempre a l'ombra del gran dominador Haile Gebrselassie. D'aquesta forma Tergat aconseguí guanyar la medalla de plata en els Jocs Olímpics d'Estiu de 1996 realitzats a Atlanta (Estats Units), en els mundials d'Atenes (Grècia) de 1997 i Sevilla (Espanya) de 1999, i novament en els Jocs Olímpics d'Estiu de 2000 realitzats a Sydney (Austràlia), sempre per darrere del corredor etíop.
El 22 d'agost de 1997 va aconseguir, però, a Brussel·les (Bèlgica) arravassar-li a Gebrselassie la plusmarca mundial dels 10.000 metres amb un temps de 26:27,85. No obstant això a l'any següent Gebrselassie va recuperar aquesta plusmarca aconseguint un temps de 26:22,75 a Hengelo.

### Marató
L'any 2001 va decidir donar el salt a la marató, participant en la Marató de Londres, en el mes d'abril. Va finalitzar segon en aquesta prova per darrere del marroquí Albdelkadir el Mouaziz, aconseguint un temps de 2h08:15,0 segons. Aquell mateix any aconseguí finalitzar segon en la Marató de Chicago, just per darrere del seu compatriota Ben Kimondiu.
El 2002 va tornar a participar en les maratons de Londres i Chicago. A Londres va tornar a acabar segon, en aquesta ocasió per darrere del nord-americà d'origen marroquí Khalid Khannouchi, en una prova en la qual aquest va batre la plusmarca mundial amb 2h05:38, i on Tergat va arribar solament a 10 segons del guanyador, esdevenint el seu temps (2h05:48) la segona millor marca de la història. En la Marató de Chicago d'aquell mateix any solament va poder acabar quart, encara que de nou amb una gran marca de 2h06:18.
El 2003 només va poder ser quart en la Marató de Londres, però el 28 de setembre aconseguí la victòria en la Marató de Berlín per davant del seu compatriota Sammy Korir amb un duel molt dipustat fins a la mateixa línia d'arribada, aconseguint batre el rècord mundial i establint-lo en 2h04:55 segons.
En els Jocs Olímpics d'Estiu de 2004 realitzats a Atenes (Grècia) va participar en la prova de marató, però tot i ser el gran favorit només va poder ser desè.
El 6 de novembre de 2005 va assolir la victòria en la Marató de Nova York, probablement la prova de marató més important del món. Era la primera vegada que participava en aquesta carrera, i va vèncer en l'arribada a línia de meta al campió de l'edició anterior, el sud-africà Hendrick Ramaala, per menys d'un segon d'avantatge (2h09:29,90 segons).

### Camp a través
A més dels seus èxits en marató i proves en pista, Tergat va aconseguir guanyar cinc vegades de forma consecutiva el Campionat del Món de camp a través (1995-1999), i va aconseguir un tercer lloc el 2000, esdevenint l'atleta amb més victòries juntament amb el seu compatriota John Ngugi.
Així mateix també ha estat campió dues vegades del Campionat del Món de mitja marató els anys 1999 i 2000.